# Maximilian Kilman
Maximilan Kilman (Chelsea, Londen, 27 mei 1997) is een Engels voetballer die doorgaans als verdediger speelt. In de zomer van 2024 maakte hij de overstap van Wolverhampton Wanderers naar West Ham United. In zijn geboorteplaats Londen tekende hij een contract tot medio 2031.

## Carrière

### Voetballer

#### Jonge jaren
Kilman werd geboren in Chelsea als kind van Oekraïense ouders. Hij begon zijn carrière in de jeugdopleiding van Fulham en deed daarnaast aan zaalvoetbal. Later maakte Kilman de overstap naar de opleiding van Gillingham voordat hij in 2015 bij Maidenhead United terechtkwam.

#### Wolverhampton Wanderers
In 2018 tekende hij een contract bij Wolverhampton Wanderers waar Kilman in de jaren die volgden langzaam aan zou uitgroeien tot een dragende speler. Op 11 augustus 2023 werd hij, na het vertrek van Rúben Neves, benoemd tot aanvoerder van de ploeg. Enkele dagen later tekende hij een verbeterd contract tot medio 2028. In het seizoen 2023/24 was hij een van de twee spelers die alle 3.420 reguliere speelminuten in de Premier League in actie was gekomen. Arsenal's William Saliba was de andere.

#### West Ham United
Op 6 juli 2024 kondigde West Ham United de komst van Kilman aan. Hij tekende een zevenjarig contract bij de Londense club en ging daar opnieuw samenwerken met voormalig Wolves-hoofdtrainer Julen Lopetegui. Naar verluidt was er zo'n 40 miljoen pond gemoeid met de deal, waarvan 10 procent naar zijn oude club Maidenhead United zou gaan.

#### Interlandcarrière
Als 18-jarige maakte Kilman zijn debuut in het nationale zaalvoetbalelftal van Engeland, waar hij uiteindelijk 25 interlands voor zou spelen. Toenmalig bondscoach van Oekraïne, Andriy Shevchenko, verzocht de FIFA in maart 2021 de nationale loyaliteit van Kilman te veranderen naar die van Oekraïne. Vanwege zijn eerdere interlands voor het zaalvoetbalelftal van Engeland werd dit verzoek afgewezen.

## Trivia
- Kilman spreekt zowel de Engelse als de Russische taal.

1 Fabiański ·
3 Cresswell ·
4 Soler ·
5 Coufal ·
7 Summerville ·
8 Ward-Prowse ·
9 Antonio ·
10 Paquetá ·
11 Füllkrug ·
14 Kudus ·
15 Mavropanos ·
17 Guilherme ·
18 Ings ·
19 Álvarez ·
20 Bowen  ·
21 Foderingham ·
23 Aréola ·
24 Rodríguez ·
25 Todibo ·
26 Kilman ·
28 Souček ·
29 Wan-Bissaka ·
33 Palmieri ·
34 Ferguson ·
39 Irving ·
57 Scarles ·
Coach: Potter
· Assistent-coach: Saltor